# 波尔托
波尔托，是西班牙卡斯蒂利亚-莱昂萨莫拉省的一个市镇。 总面积201平方公里，总人口302人（2001年），人口密度2人/平方公里。